# NK Radnik Velika Gorica
NK Radnik Velika Gorica (dt. FC Arbeiter Velika Gorica) war ein Fußballverein aus Velika Gorica in Kroatien. 2009 schloss sich der Klub mit dem NK Polet zum HNK Gorica zusammen.

## Geschichte
Gegründet im Jahre 1945 war Radnik in der Spielzeit 1991/92 Gründungsmitglied der zweiten kroatischen Liga und spielte von 1992 bis 1994 in der 1. HNL. Nach dem Abstieg in die dritte Liga 1998 führte der Weg im Jahre 2002 in die Viertklassigkeit, 2006 stieg man in die dritte Liga auf. Aus finanziellen Gründen vereinigte man sich 2009 mit NK Polet Buševec, wurde in HNK Gorica Velika Gorica umbenannt und spielte in der Premierensaison in der zweiten Liga und belegte dort den ersten Platz. Weil die Bedingungen für die Lizenz zur Ersten Liga unerfüllbar waren, stieg Gorica nicht auf und spielte weiterhin in der zweiten Liga.

## Stadion
Das städtische Stadion „Radnik“ in Velika Gorica wurde anlässlich der Universiade 1987 mit einer Kapazität von 15.000 Zuschauerplätzen erbaut.

## Spieler
- Dubravko Pavličić (19??–1987) Jugend